# Ceratonova
Ceratonova là một chi động vật thân nhớt thuộc họ Ceratomyxidae.

## Loài
Dưới đây là danh sách loài thuộc chi Ceratonova:
- Ceratonova gasterostea Atkinson, Foott & Bartholomew, 2014
- Ceratonova shasta (Noble, 1950)